# اروج قشلاق حاج الماس‌خان
اروج قشلاق حاج الماس خان یک روستا در ایران است که در بخش اسلام‌آباد واقع شده‌است. اروج قشلاق حاج الماس خان ۱۰۲ نفر جمعیت دارد.